# Guadalupe Victoria kommun, Puebla
Guadalupe Victoria är en kommun i Mexiko.   Den ligger i delstaten Puebla, i den sydöstra delen av landet, 180 km öster om huvudstaden Mexico City.
Följande samhällen finns i Guadalupe Victoria:
- Guadalupe Victoria
- Maravillas
- Hacienda Nueva
- El Progreso
- Guadalupe Buenavista
- San Rafael
- San Juan la Muralla
- Carmen Serdán